# Peter Turkson
Peter Kodwo Appiah Turkson (Wassaw Nsuta, 11 de octubre de 1948), más conocido como Peter Turkson, es un cardenal católico ghanés, canciller de la Pontificia Academia de las Ciencias y de la Pontificia Academia de Ciencias Sociales desde abril de 2022.

## Biografía

### Familia
Nació el 11 de octubre de 1948 en Wassaw Nsuta, en la actual Región Occidental de Ghana, entonces parte de la colonia británica conocida como la Costa de Oro. Fue el cuarto de diez hijos de Pius Turkson, un carpintero católico, y Agnes Appiah, una vendedora de verduras de fe metodista, quien se convirtió al catolicismo tras casarse.
Su nombre africano, Kodwo, significa "lunes" en su lengua materna, de acuerdo con la tradición local que asigna a cada niño un nombre según el día de la semana en que nació. En una familia de diez hijos y siete días, dos hermanos fueron nombrados "Viernes" y tres "Domingo"; Peter es el único "Lunes".
Creció en un ambiente de diversidad religiosa. Uno de sus tíos paternos era musulmán y desempeñó un papel importante en su infancia, cuidando de él cuando era niño. Años después, Peter le correspondió ese cuidado en su vejez, hasta el momento de su fallecimiento. En su familia no ha existido temor ni rechazo hacia otras religiones.

### Formación
En 1962 comenzó sus estudios en St. Teresa’s Seminary en Amisano cerca de Elmina, que terminó en 1967. Continuó entre 1969 y 1971 con un estudio de Filosofía en St. Peter’s Regional Seminary en Pedu cerca de Costa del Cabo. Luego asistió al Seminario de St. Anthony-on-Hudson Seminary en Estados Unidos, donde se graduó con una maestría en Teología (1971-1975).

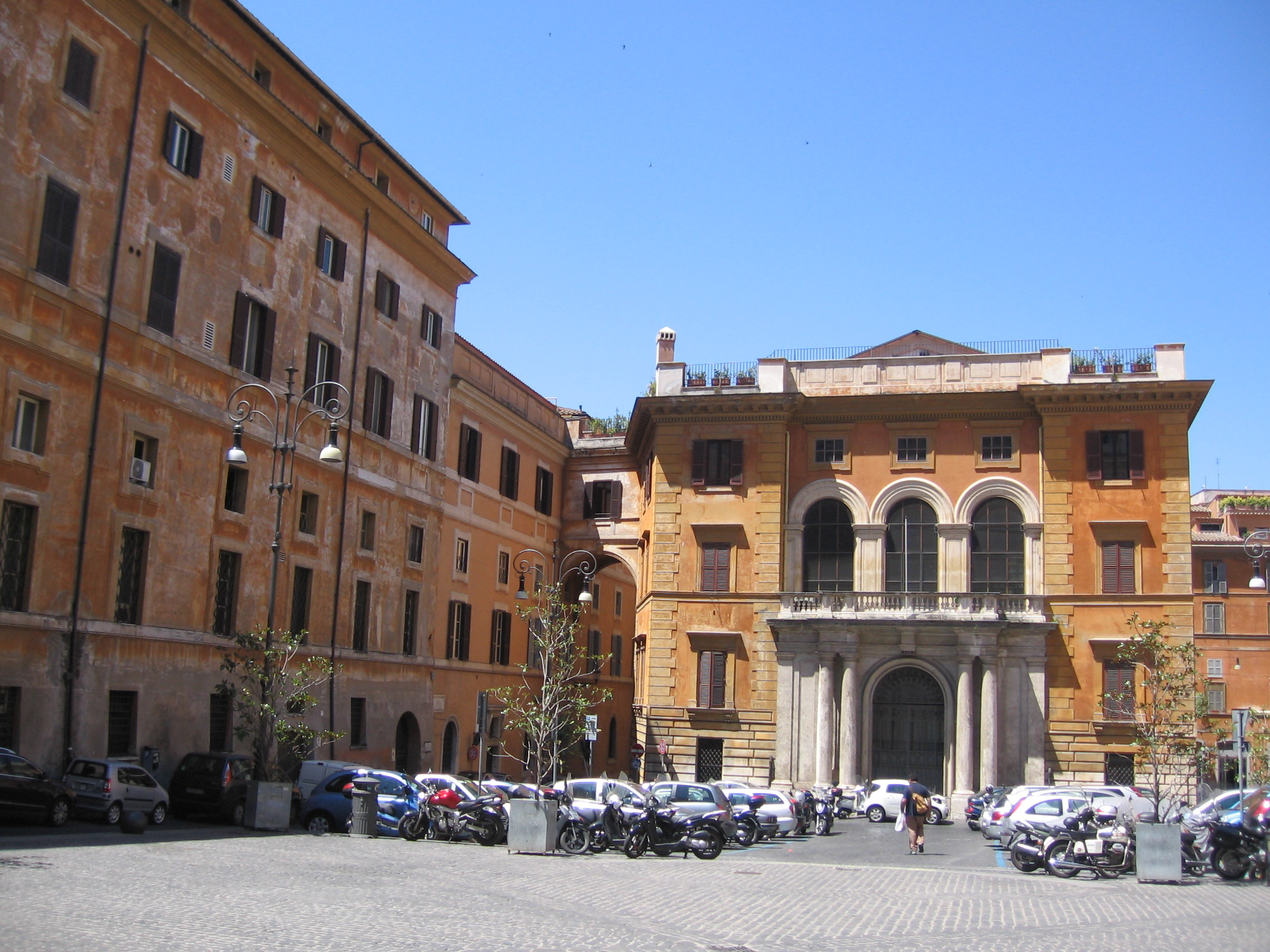
Pontificio Instituto Bíblico de Roma, donde Turkson cursó Sagradas Escrituras.

Entre 1976 y 1980, cursó estudios en el Pontificio Instituto Bíblico, donde obtuvo la licenciatura en Sagradas Escrituras. Posteriormente, entre 1987 y 1992, regresó a Roma para completar el doctorado en la misma especialidad. Sin embargo, no pudo defender su tesis doctoral debido a la repentina muerte del arzobispo de Cape Coast. En respuesta a esta sede vacante, el papa Juan Pablo II lo nombró para sucederlo.
Además de inglés y su lengua materna, el fante, habla con fluidez francés, italiano, alemán y hebreo, y posee conocimientos escritos de latín y griego.

### Sacerdocio
Su ordenación sacerdotal fue el 20 de julio de 1975, en la Catedral de Cape Coast, a manos del arzobispo John Kodwo Amissah; incardinándose en la arquidiócesis de Cape Coast.
Como sacerdote desempeñó los siguientes ministerios:
- Profesor en St. Teresa’s Seminary (1975-1976; 1980-1981).
- Profesor de Sagradas Escrituras y vicerrector de St. Peter’s Regional Seminary (1981-1987).
- Profesor visitante en Saint Coeur de Marie Major Seminary en Ányama, Costa de Marfil (1983-1986).
- Profesor en la Facultad de las Religiones y capellán asistente de la Universidad de Cape Coast (1984-1986).

En los meses de verano de 1979 y 1980, desempeñó su ministerio pastoral durante algunas semanas en Illertissen-Au, Baviera.

### Episcopado
El 6 de octubre de 1992, el papa Juan Pablo II lo nombró arzobispo de Cape Coast. Fue consagrado el 27 de marzo de 1993, en la Catedral de Cape Coast, a manos del arzobispo Dominic Kodwo Andoh.
Participó en la I Asamblea Especial para África del Sínodo de los obispos, celebrada también en la Ciudad del Vaticano del 10 de abril al 8 de mayo de 1994. Asistió a la IX Asamblea Ordinaria del Sínodo de los Obispos, Ciudad del Vaticano, del 2 al 29 de octubre de 1994.
Desempeñó un papel decisivo en la promoción de la paz durante las elecciones presidenciales del 7 de diciembre de 2008, cuando ningún candidato obtuvo más del 50% de los votos; y en la segunda vuelta electoral del 28 de diciembre siguiente.
El 8 de noviembre de 2002, fue nombrado miembro del Pontificio Consejo para la Promoción de la Unidad de los Cristianos.
Fue presidente de la Conferencia Episcopal Católica de Ghana (GCBC) de 1997 a 2005. Desde 1997, Turkson es miembro de la Comisión Pontificia para el Diálogo entre Metodistas y Católicos. Además, fue canciller de la Universidad Católica de Ghana. Desempeñó varios cargos en el Simposio de Conferencias Episcopales de África y Madagascar (SECAM), donde llegó a ser su tesorero. Asimismo, fue miembro del Consejo Universitario de la Universidad de Ghana-Legon; el Consejo Nacional de Desarrollo Sostenible del Ministerio de Medio Ambiente; la junta directiva del Comité de Desarrollo Regional Central y el consejo de administración del Fondo Educativo Komenda-Edina-Eguafo-Abrem. También fue presidente de la Asociación de Conferencias Episcopales del África Occidental Anglófona (AECAWA).

## Cardenalato

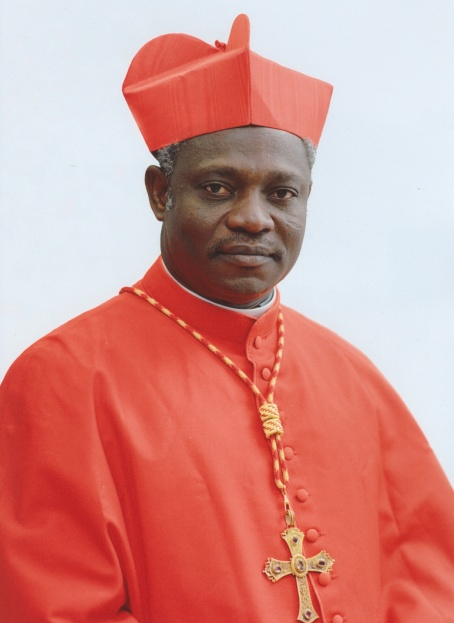
Peter Turkson usando los ornamentos de un cardenal.

Fue creado cardenal por el papa Juan Pablo II durante el consistorio del 21 de octubre de 2003, con el titulus de cardenal presbítero de San Liborio; convirtiéndose el primer ghanés en ser incorporado al Colegio Cardenalicio. Tomó posesión formal de su Iglesia Titular el 18 de abril de 2004.
El 24 de noviembre de 2003, fue nombrado miembro del Pontificio Consejo para la Promoción de la Unidad de los Cristianos y de la Pontificia Comisión para los Bienes Culturales de la Iglesia.
Participó en la XI y XII Asamblea General Ordinaria del Sínodo de los Obispos, en 2005 y 2008, respectivamente. En este último, fue presidente de la Comisión de Información. El 22 de octubre de 2008, fue elegido miembro del Consejo de la Secretaría General del Sínodo de los Obispos.
El 2 de febrero de 2005, fue nombrado miembro de la Congregación para el Culto Divino y la Disciplina de los Sacramentos.
El 2 de abril de 2005, tras la muerte de Juan Pablo II, pierde sus cargos en los dicasterios de los que es miembro, de acuerdo con la constitución apostólica Pastor Bonus. Participó como cardenal elector que participó en el Cónclave que conducirá a la elección del Benedicto XVI; este último, el 21 de abril siguiente, renueva los nombramientos curiales del cardenal Turkson donec aliter provideatur ("hasta que se disponga lo contrario").
El 24 de febrero de 2007, fue nombrado miembro del Pontificio Consejo para la Justicia y la Paz.

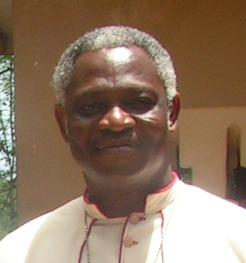
Turkson en 2008.

El 9 de mayo de 2009, fue nombrado miembro de la Congregación para la Evangelización de los Pueblos. El 29 de julio de 2014 fue confirmado en el cargo.
Participó en la II Asamblea Especial para África del Sínodo de los Obispos, del 4 al 25 de octubre de 2009, sobre el tema "La Iglesia en África, al servicio de la reconciliación, la justicia y la paz: vosotros sois la sal de la tierra, vosotros sois la luz del mundo", del cual fue su relator general.
En 2009, durante una entrevista, fue consultado sobre la posibilidad de convertirse en Papa. Respondió que no veía razón para que un africano no pudiera ser electo, y para argumentarlo mencionó como precedentes la reciente elección de Barack Obama como presidente de Estados Unidos y el nombramiento de Kofi Annan como secretario general de la ONU:

"Si Dios quisiera ver a un hombre negro también como Papa, ¡gracias a Dios!"
Peter Turkson, Diario Daily Mail, 07 de octubre de 2009

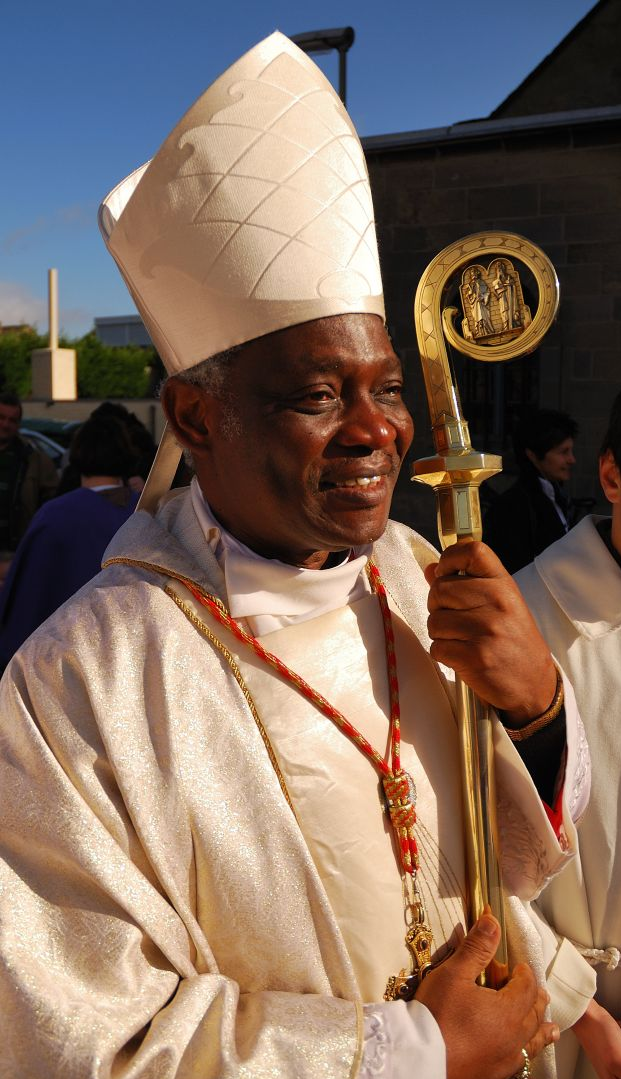
Turkson en 2010.

El 24 de octubre de 2009, el papa Benedicto XVI lo nombró presidente del Pontificio Consejo para la Justicia y la Paz. El 24 de septiembre de 2013, fue confirmado en el cargo.
El 4 de marzo de 2010, fue nombrado miembro del Comité Pontificio para los Congresos Eucarísticos Internacionales. El 16 de octubre del mismo año, fue nombrado miembro de la Congregación para la Doctrina de la Fe. El 29 de diciembre siguiente, fue nombrado miembro del Pontificio Consejo Cor Unum.
En la primavera de 2011, el papa Benedicto XVI lo envió como mediador para contribuir a una solución diplomática y no militar al conflicto civil en Costa de Marfil, donde Laurent Gbagbo se había negado, a pesar de la condena internacional y las protestas y la resistencia locales, a hacerse a un lado y entregar el poder a Alassane Ouattara, el ganador declarado de las elecciones presidenciales. Ambas partes han cometido atrocidades.
El 12 de junio de 2012, fue nombrado miembro de la Congregación para la Educación Católica. El 30 de noviembre de 2013, fue confirmado en el cargo.
El 28 de febrero de 2013, tras la renuncia del papa Benedicto XVI, Turkson perdió sus cargos en los dicasterios de los que era presidente o miembro, de acuerdo con la constitución apostólica Pastor Bonus. En marzo del mismo año, participó como cardenal elector en el Cónclave que condujo a la elección del papa Francisco, en el que Turkson fue apuntado como uno de los probables sucesores al trono de Pedro. Las casas de apuestas Paddy Power y Ladbrokes hicieron de Turkson el favorito para ser elegido papa, con Paddy Power dando probabilidades de 2/1. Se dieron probabilidades de 4/1, 11/4 en contra (por Paddy Power), y 5/4 en contra (por Ladbrokes). Partidarios desconocidos colocaron carteles electorales falsos en Roma con el lema "¡En el cónclave, vote por Peter Kodwo Appiah Turkson!". El 16 de marzo siguiente, el papa renueva los nombramientos curiales del cardenal Turkson donec aliter provideatur ("hasta que se disponga lo contrario").
El 8 de diciembre de 2013, fue nombrado enviado especial del Papa a la ceremonia oficial en memoria del expresidente de Sudáfrica, Nelson Mandela, que tuvo lugar en Johannesburgo, programado para el 10 de diciembre del mismo año.

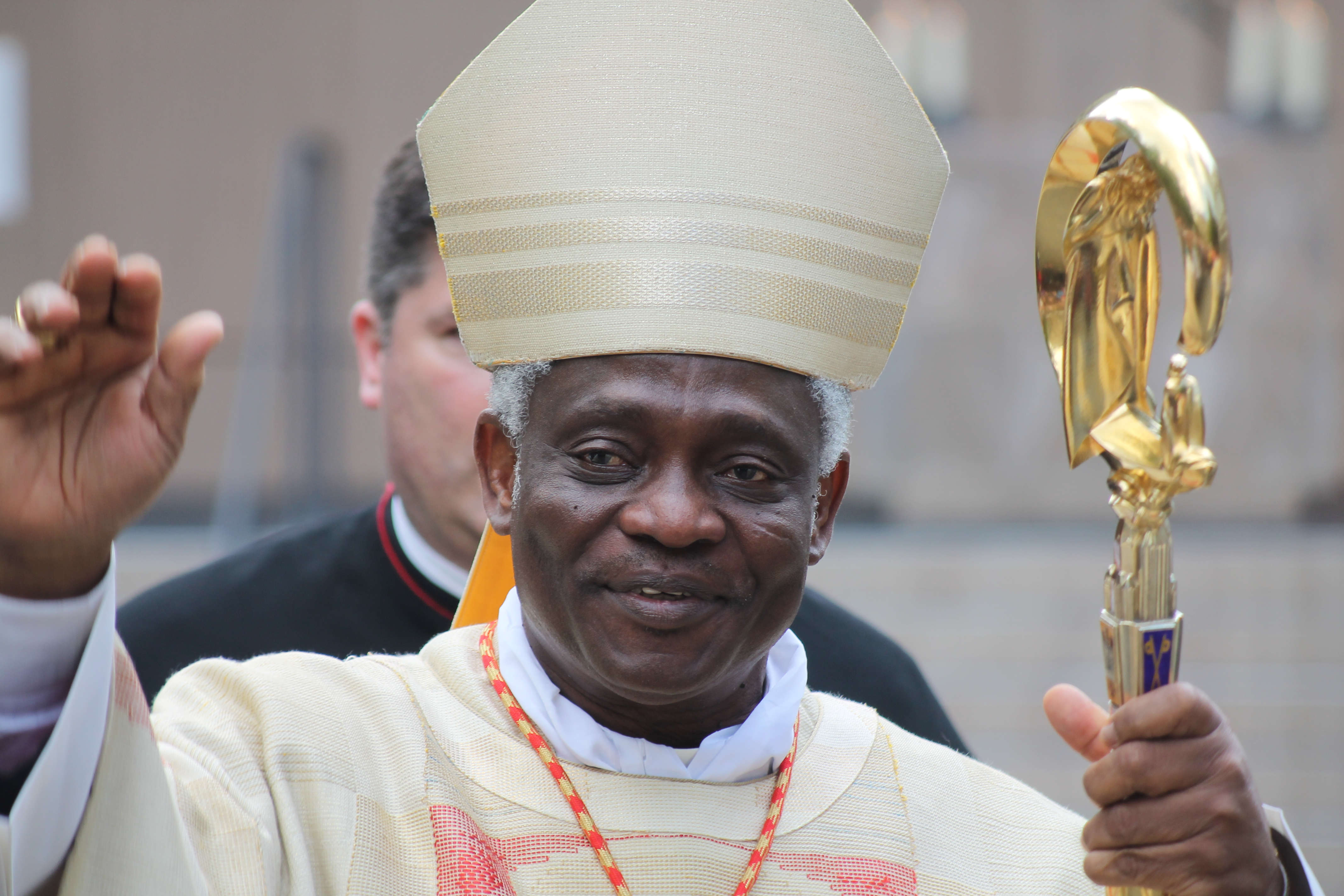
Turkson con motivo de la peregrinación a Aquisgrán (Alemania), en junio de 2014.

Participó en la III Asamblea General extraordinaria del Sínodo de obispos, celebrada también en la Ciudad del Vaticano del 5 al 19 de octubre de 2014.
En 2015 colaboró en la redacción de la segunda encíclica del papa Francisco, Laudato si'.
Participó en la III Asamblea General extraordinaria del Sínodo de obispos en 2014, y en la XIV Asamblea General Ordinaria del sínodo de obispos en 2015. El 22 de octubre de 2015, fue elegido miembro del XIV Consejo Ordinario de la Secretaría General del Sínodo de los Obispos.
El 31 de agosto de 2016, el papa Francisco lo nombró primer prefecto del recién creado Dicasterio para el Servicio del Desarrollo Humano Integral, que asumió las funciones del Pontificio Consejo para la Justicia y la Paz. Asumió el cargo el 1 de enero de 2017. Cinco años más tarde, tras una evaluación realizada en el verano de 2021, el papa decidió reorganizar la estructura y gestión del dicasterio. En ese contexto, el 23 de diciembre de 2021, aceptó la renuncia de Turkson, la cual se hizo efectiva el 1 de enero de 2022.
En 2016, el papa Francisco envió a Turkson como su enviado especial para promover la paz en Sudán del Sur: para instar al fin de la violencia en el país y para ayudar a establecer el diálogo y la confianza entre las partes en conflicto. Turkson viajó a Yuba para apoyar al arzobispo y reunirse con los líderes del país. También llevó consigo una carta de Francisco para el presidente Salva Kiir y otra para el vicepresidente Riek Machar, quienes son enemigos históricos y representan a diferentes grupos étnicos.
El 6 de septiembre de 2016 fue confirmado como miembro de la Congregación para el Culto Divino y la Disciplina de los Sacramentos.
Asistió a los a eventos relacionados con la Exposición Internacional EXPO 2017, realizados en Astaná (Kazajistán), del 30 de agosto al 4 de septiembre de 2017.
También es miembro del consejo asesor del Dignitatis Humanae Institute.
El 8 de marzo de 2018, el papa Francisco lo nombró miembro del Consejo presinodal del Sínodo para la Amazonia en 2019.

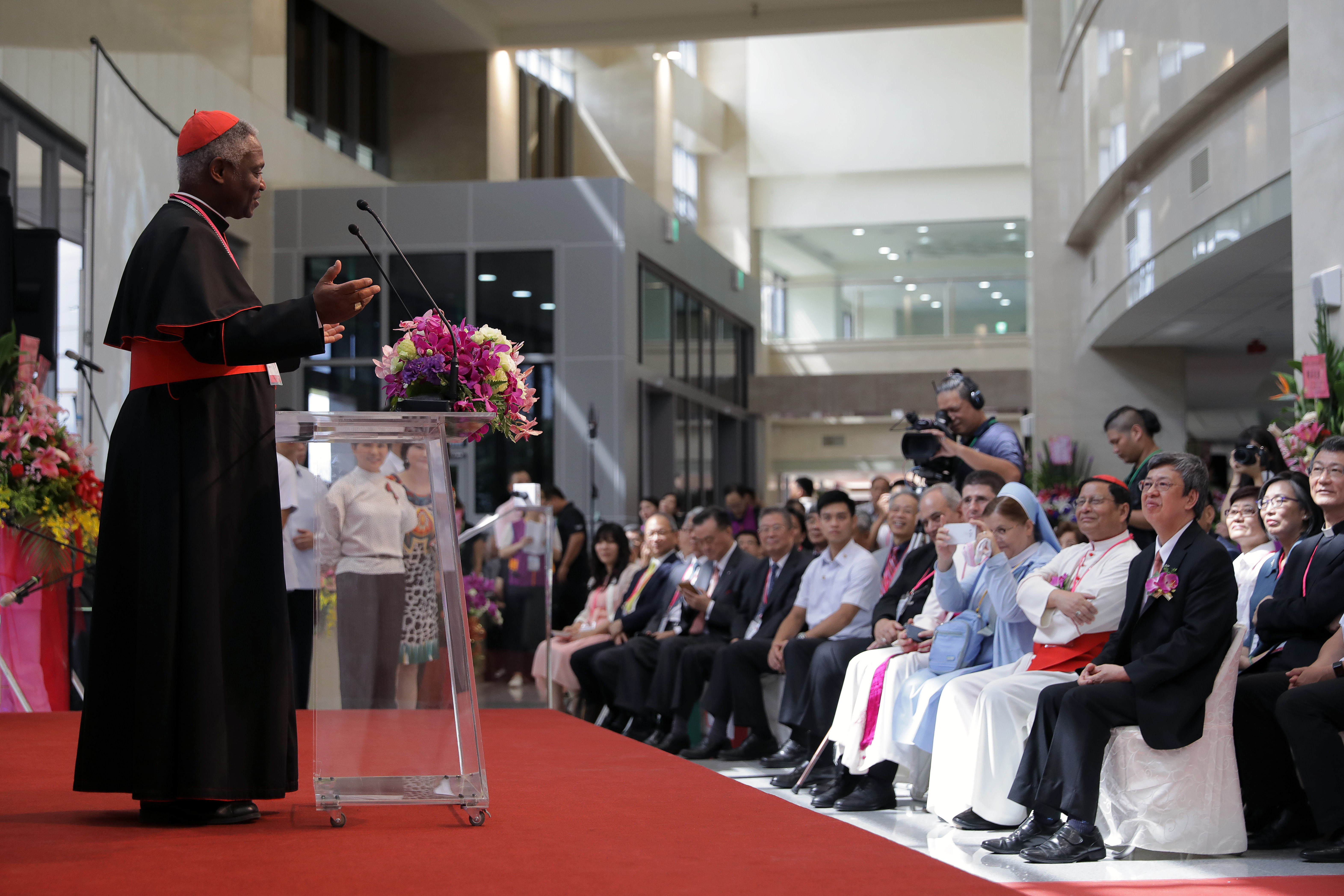
Turkson durante la ceremonia de apertura del Hospital de la Universidad Católica Fu Jen en 2017.

El 28 de abril de 2020 fue confirmado como miembro del Pontificio Consejo para la Promoción de la Unidad de los Cristianos in aliud quinquennium. El 13 de octubre del mismo año, fue confirmado como miembro de la Congregación para la Evangelización de los Pueblos ad aliud quinquennium. El 22 de diciembre siguiente, fue confirmado como miembro de la Congregación para la Doctrina de la Fe in aliud quinquennium.

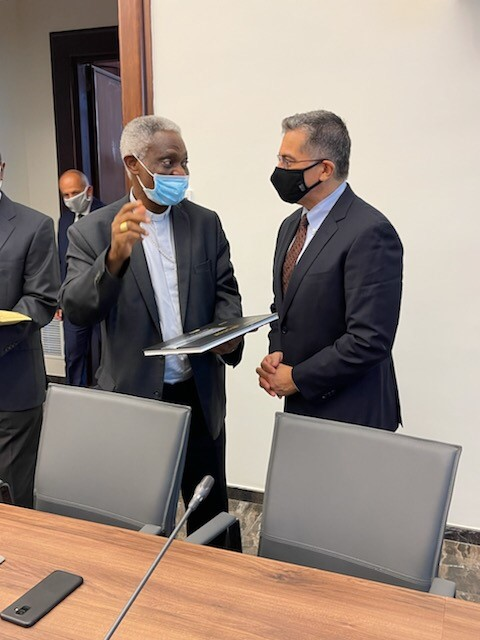
Peter Turkson y Xavier Becerra conversando sobre el impacto de la COVID-19, en septiembre de 2021.

El 1 de febrero de 2021, fue nombrado miembro de la Administración del Patrimonio de la Sede Apostólica ad quinquennium. El 22 de junio del mismo año, fue confirmado como miembro de la Congregación para la Educación Católica ad aliud quinquennium. El 26 de agosto siguiente, fue nombrado uno de los tres miembros de la Comisión vaticana COVID-19.
El 4 de abril de 2022, el papa Francisco lo nombró canciller de la Pontificia Academia de las Ciencias y de la Pontificia Academia de Ciencias Sociales ad quinquennium.  Asumió el cargo el 6 de junio del mismo año. El 22 de febrero de siguiente, fue confirmado como miembro de la Congregación para el Culto Divino y la Disciplina de los Sacramentos ad aliud quinquennium.
El 21 de abril de 2025, tras la muerte del papa Francisco, pierde sus cargos en los dicasterios de los que es presidente o miembro, de acuerdo con la constitución apostólica Pastor Bonus. En la primera decena de mayo participará como cardenal elector en el Cónclave que conducirá a la elección del nuevo Papa. Turkson fue visto nuevamente como un posible sucesor al trono de Pedro, aunque a partir del 23 de abril de 2025, el estatus papable de Turkson es mixto, con The Guardian y BBC News viéndolo como un posible próximo papa, aunque fue omitido de las historias especulativas de CNN y CBS News.

## Posiciones políticas e ideológicas

### VIH/sida y condones
En 2009, reafirmó la doctrina moral católica sobre la anticoncepción, en relación con las declaraciones del papa Benedicto XVI, que afirmaban que los preservativos no eran una solución a la crisis del SIDA en África, y que fueron sacadas de contexto por los medios de comunicación. Turkson afirmó que la calidad de los preservativos en África es deficiente y que su uso generaría una falsa confianza. Afirmó que la fidelidad y, en caso de infección, la abstinencia sexual eran la clave para combatir la epidemia. También afirmó que el dinero gastado en preservativos debería destinarse a proporcionar medicamentos antirretrovirales a las personas ya infectadas. Afirmó que, en determinadas circunstancias, se puede utilizar la planificación familiar natural.

### Reforma del sistema financiero internacional
En respuesta a la crisis económica mundial de 2008, Turkson, junto con el obispo Mario Toso, elaboró una propuesta para reformar el sistema financiero internacional mediante la creación de una Autoridad Pública Global y un Banco Global que considere los intereses de todos los países en desarrollo. El documento de 40 páginas se presentó oficialmente en octubre de 2011 y critica la estructura actual del Fondo Monetario Internacional y otras instituciones.
En octubre de 2011, Turkson abogó por el establecimiento de una "autoridad pública global" y un "banco central mundial" para regular las instituciones financieras que se han vuelto obsoletas y, a menudo, ineficaces para abordar las crisis de manera justa. Su texto fue muy específico: exigía medidas tributarias sobre las transacciones financieras. Decía que "la crisis económica y financiera que atraviesa el mundo llama a todos, individuos y pueblos, a examinar en profundidad los principios y los valores culturales y morales que fundamentan la convivencia social". El documento condenaba "la idolatría del mercado", así como el "pensamiento neoliberal" que buscaba exclusivamente soluciones técnicas a los problemas económicos. "De hecho, la crisis ha revelado comportamientos como el egoísmo, la codicia colectiva y el acaparamiento de bienes a gran escala". Añadía que la economía mundial necesitaba una "ética de la solidaridad" entre las naciones ricas y pobres.

### Sociedad

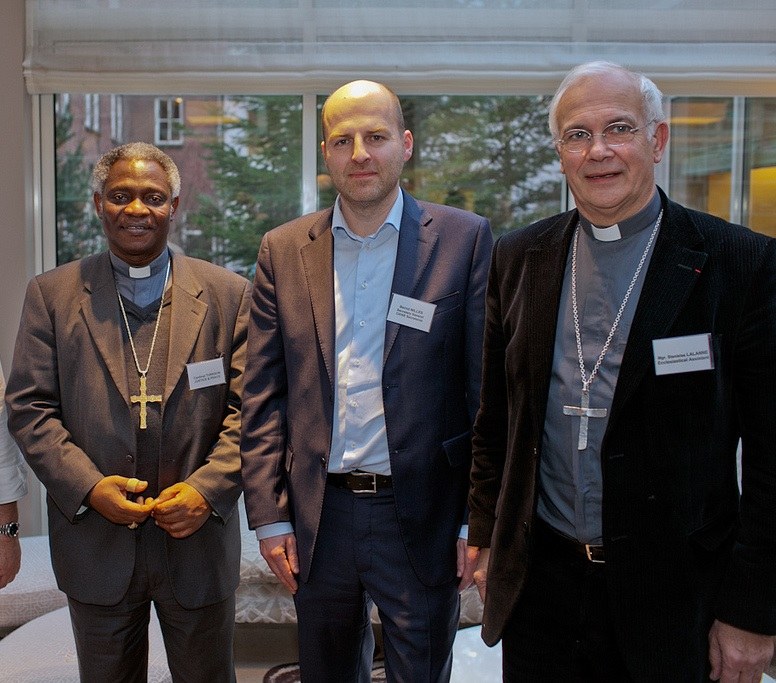
El cardenal Peter Turkson, el secretario general de CIDSE, Bernd Nilles, y el obispo francés Stanislas Lalanne.

En una entrevista de 2010 con L'Osservatore Romano, Turkson afirmó que debían evitarse los "valores tóxicos" como el "relativismo" y el "secularismo ateo". También afirmó que el mal liderazgo político y la explotación de las diferencias entre muchos africanos han provocado la falta de paz y justicia en África.
En agosto de 2015, Turkson intervino en una conferencia provida de la Conferencia Episcopal Católica de Ghana (GCBC) en la Catedral del Espíritu Santo de Acra. En 2017, sostuvo que el activismo provida y el mensaje sobre el cambio climático "son inseparables".

#### Protección ambiental
El cardenal Peter Turkson está comprometido a preservar los fundamentos naturales de la vida. Por ejemplo, critica los métodos perjudiciales para el medio ambiente de explotación de los recursos naturales en Ghana por parte de empresas multinacionales, sin considerar las consecuencias para las condiciones de vida de las personas afectadas. En particular, los agricultores africanos están amenazados por la contaminación permanente del suelo con toxinas ambientales. La protección del medio ambiente en África también redunda en interés del Norte, ya que el cambio climático tiene un impacto global y el deterioro de las condiciones de vida en África aumentaría la presión migratoria sobre Europa y América.

### Iglesia y poder
En una entrevista, afirmó que, según su experiencia, la base del “poder” de la Iglesia es el “seguimiento a la gente sencilla y pobre” a la que la Iglesia debe servir. "Somos pastores y no hacemos política", afirmó además en una entrevista con el periódico vaticano L'Osservatore Romano; la gente debe aprender a distinguir entre el trabajo pastoral y la política. Una de las principales tareas de la Iglesia es difundir el conocimiento de la encíclica social Caritas in veritate en la sociedad.

### LGBT+
En febrero de 2012, en respuesta a un discurso del secretario general de la ONU, Ban Ki-moon, en el que instaba a los líderes de la Iglesia a redoblar sus esfuerzos por los derechos humanos, en particular los derechos LGBT+ en África subsahariana, Turkson reconoció que algunas de las sanciones impuestas a los homosexuales en África eran una "exageración", pero señaló que la estigmatización de la homosexualidad en África es tradicional y que "así como existe un sentimiento de reivindicación de derechos, también existe un llamado a respetar la cultura de todo tipo de personas". Turkson instó al secretario general a reconocer la "sutil distinción entre moralidad y derechos humanos" y a no faltar al respeto a la doctrina moral en nombre de la protección de los derechos humanos.
Turkson ha respaldado las leyes contra la sodomía, en particular la legislación ugandesa sobre sodomía, aunque también ha condenado la legislación que criminaliza las identidades LGBT+. Turkson cree que ser homosexual no es un pecado, pero mantener relaciones sexuales homosexuales sí lo es.

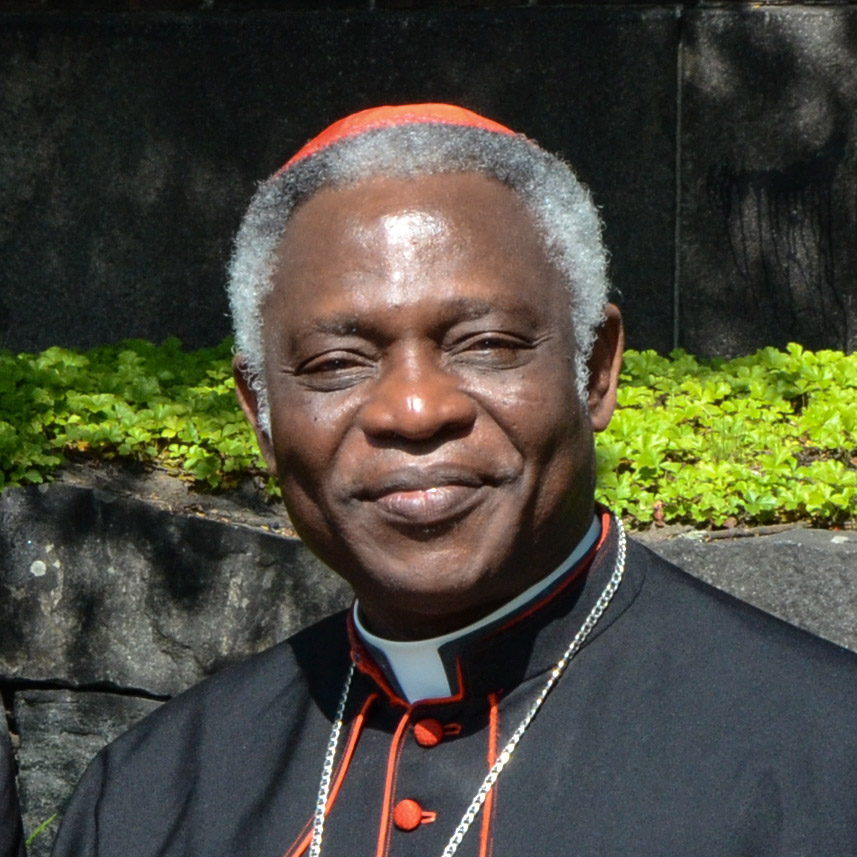
Turkson rechaza la bendición de las parejas del mismo sexo.

En marzo de 2021, Turkson apoyó la decisión de la Congregación para la Doctrina de la Fe de la Santa Sede de rechazar la bendición de las parejas del mismo sexo. La declaración de Turkson subraya la posición de la Iglesia católica, que distingue entre la dignidad de los individuos y la evaluación moral de sus relaciones. Si bien la Iglesia debe tratar a las personas homosexuales con respeto y compasión, la bendición de las uniones entre personas del mismo sexo sigue siendo inadmisible.
En noviembre de 2023, Turkson se pronunció contra la criminalización de la homosexualidad en su país natal, Ghana, en una entrevista con la BBC. Subrayó que las personas LGBT no han cometido ningún delito y por tanto no deberían ser criminalizadas. También pidió moderación en el debate público y abogó por una educación para distinguir entre convicciones morales y relevancia criminal. Sin embargo, esta postura encontró oposición dentro de la Iglesia ghanesa. La Conferencia Episcopal Católica de Ghana (GCBC) reiteró su apoyo a la criminalización de la homosexualidad. El arzobispo Philip Naameh, presidente de la GCBC, afirmó que la Iglesia quiere que "esta práctica abominable se declare ilegal en nuestro país". Al mismo tiempo, los obispos enfatizaron que las personas homosexuales deben ser tratadas con respeto porque fueron creadas a imagen de Dios. Estas diferentes posiciones dentro de la Iglesia ghanesa reflejan las tensiones entre las tradiciones culturales, la doctrina de la Iglesia y los derechos humanos universales. Mientras el cardenal Turkson aboga por un enfoque diferenciado y se opone a las sanciones penales, los obispos mantienen un estricto rechazo y persecución legal de los actos homosexuales.

#### Abuso sexual clerical
En una entrevista con Christiane Amanpour de CNN en febrero de 2013, Turkson comentó sobre los escándalos de abuso en la Iglesia católica. Explicó que escándalos como este probablemente no ocurrirían en África en la misma escala que en Europa. Argumentó que «los sistemas tradicionales africanos […] han protegido a su población de esta tendencia» y que «en varias culturas africanas, la homosexualidad, o incluso cualquier relación entre personas del mismo sexo, no se tolera». Estas declaraciones han sido criticadas por diversos sectores porque sugieren una conexión entre la homosexualidad y el abuso infantil, lo que los expertos consideran infundado. La Asociación Estadounidense de Psicología enfatiza que los hombres homosexuales no tienen más probabilidades de abusar sexualmente de niños que los hombres heterosexuales.

### Mensuram Bonam

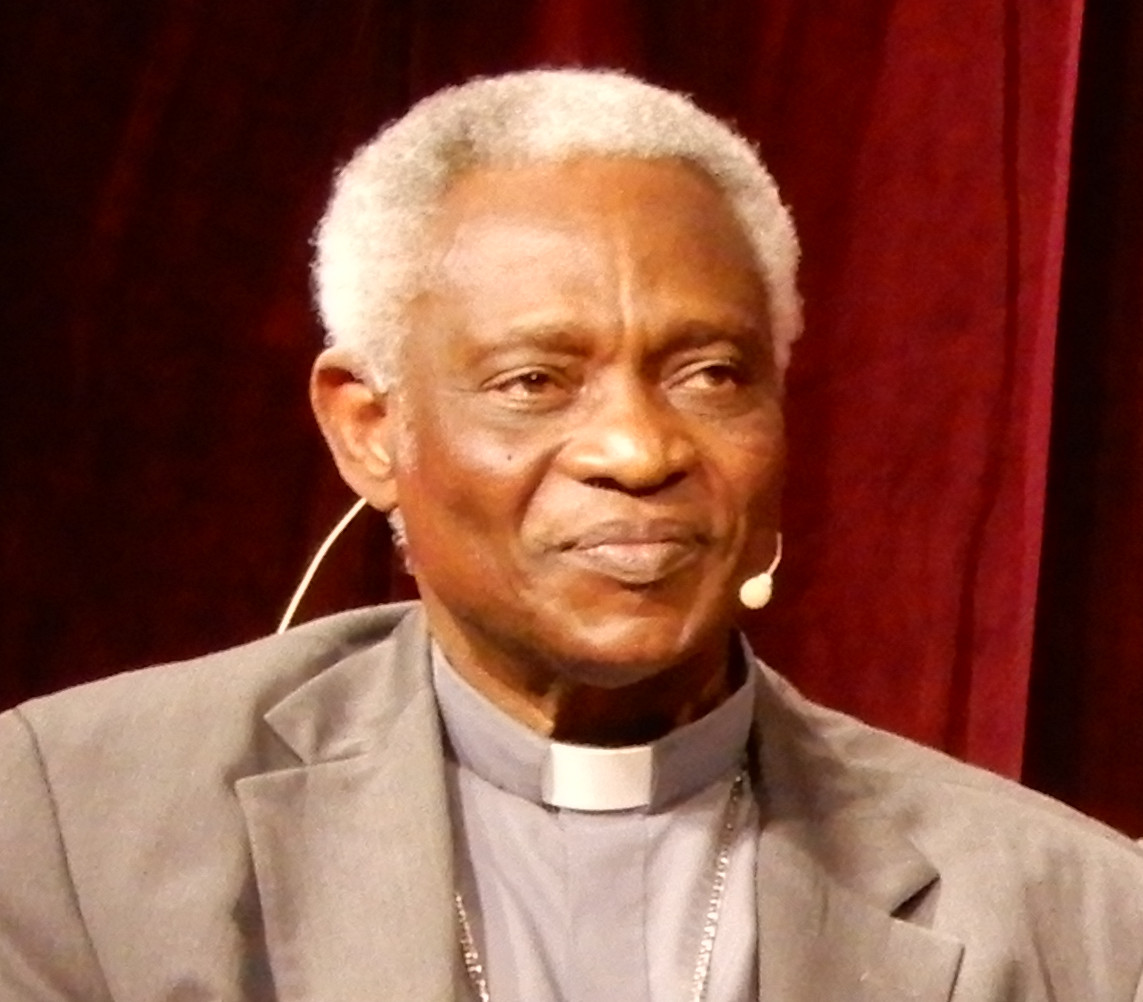
El cardenal Turkson en 2022.

En noviembre de 2022, Turkson, como canciller de la Pontificia Academia de Ciencias Sociales, publicó el documento “Mensuram Bonam – Estándares basados en la fe para inversores católicos: un punto de partida y un llamado a la acción”. Por primera vez, ofrece directrices completas para inversiones éticas y sostenibles desde una perspectiva católica. El documento se basa en la enseñanza social católica y enfatiza que las inversiones financieras deben servir al bien común y ser consistentes con los principios de dignidad humana, justicia social y responsabilidad ecológica. Mensuram Bonam recomienda instrumentos concretos como criterios de exclusión, selección positiva y negativa y compromiso activo para implementar valores cristianos en las inversiones de capital. Está dirigido a instituciones eclesiásticas y creyentes de todo el mundo y fue desarrollado con la participación de expertos internacionales, incluidos representantes de órdenes religiosas, academia, instituciones eclesiásticas y el Banco del Vaticano. La guía pretende servir de impulso para establecer estándares éticos en el mundo financiero y promover una transformación socioecológica desde una perspectiva cristiana. En marzo de 2025, Turkson presentó en Colonia por primera vez en traducción alemana el documento del Vaticano Mensuram Bonam (Buena medida), iniciativa de la sección alemana de la Pontificia Fundación Centesimus Annus – Pro Pontifice (CAPP), que defiende las preocupaciones de la enseñanza social católica, junto con Herder Editorial, complementada con temas ambientales, sociales y de gobernanza.

### Fondo Económico Mundial
El cardenal Turkson ha representado al Vaticano en el Foro Económico Mundial (FEM) en Davos durante años. Como canciller de las Pontificia Academia de las Ciencias y deCiencias Sociales, pronunció en 2025 un mensaje del papa Francisco pidiendo el uso ético de la inteligencia artificial (IA). El papa enfatizó que la IA debe respetar la dignidad humana y no sacrificarse por ganancias de eficiencia. Advirtió sobre una “crisis de la verdad” que podría verse exacerbada por el uso de IA y pidió a los gobiernos y a las empresas que actúen con responsabilidad.

## Controversias

### Islam
El 13 de octubre de 2012, en una conferencia episcopal vaticana destinada a abordar la evangelización de los católicos no practicantes, Turkson mostró un video de YouTube titulado "Demografía Musulmana" que contiene predicciones alarmistas sobre el crecimiento del islam en Europa. Reuters lo calificó de "falso". Radio Vaticano lo describió como una "presentación alarmista". Esto dio lugar a "el intercambio de opiniones más estridente que la mayoría de los veteranos del sínodo han presenciado jamás". El 15 de octubre, se disculpó y afirmó que solo esperaba centrar el debate en cuestiones más prácticas.